# Hammarbya paludosa
Hammarbya es un género monotípico de orquídeas de hábitos terrestres que tiene asignada una única especie: Hammarbya paludosa (L.) Kuntze. Es originaria de las regiones templadas del Hemisferio Norte.

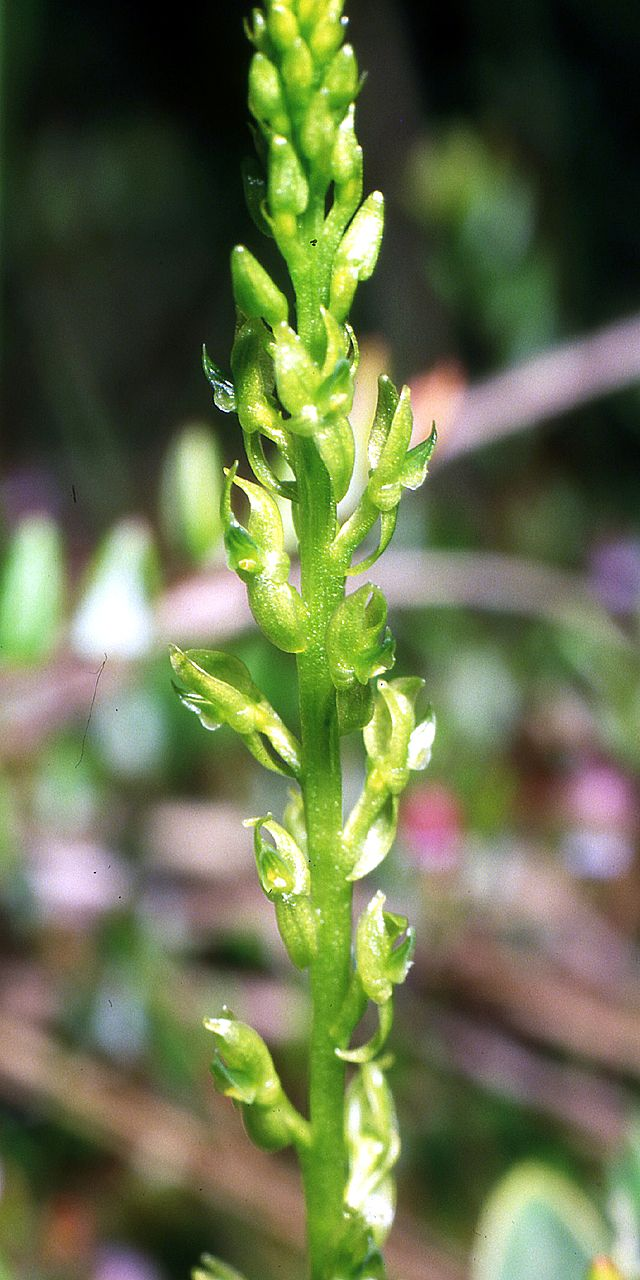
Inflorescencia

## Descripción
Es una pequeña orquídea discreta que puede alcanzar los 15 cm de altura, pero que, por lo general, crece  entre 4 y 8 cm.  El tallo es de color amarillo-verdoso, tiene de tres a cinco esquinas y crece de un pseudobulbo pequeño. Tiene dos, tres o, a veces, cuatro hojas basales.  Estas son ovales a oblongas, carnosas y de color verde pálido o amarillo-verdoso.  Los bordes y las puntas curvadas hacia adentro. 
Las flores crecen en  racimos de 1.5-6 cm de largo y que llevan hasta 25 flores.  Son pequeñas y verdosas, de unos 2 mm de ancho y 4 mm de altura.  Tienen tres sépalos y tres pétalos, uno de los cuales se ha modificado para formar un labelo. Tiene un sépalo dorsal apuntando hacia abajo y dos sépalos laterales hacia arriba.  Los dos pétalos normales son pequeños, estrechos y  en forma de curvada alrededor de los sépalos.  El corto, es el labelo triangular  de color verde oscuro con rayas, más pálido y apunta hacia arriba y hacia delante.  Las flores tienen un olor dulce como a pepino.

## Taxonomía
Originalmente fue nombrada Ophrys paludosa por Carolus Linnaeus. El nombre de paludosa  se refiere al terreno pantanoso donde crece.  En 1891, Otto Kuntze la movió a un nuevo género llamado Hammarbya, que es el nombre de la aldea sueca de Hammarby, residencia de verano de Linneo. También se colocó en el género Malaxis. 
Hammarbya paludosa fue descrita por (L.) Kuntze y publicado en Revisio Generum Plantarum 2: 665. 1891.
Sinónimos
- Ophrys paludosa L., Sp. Pl.: 947 (1753).
- Orchis paludosa (L.) Pall., Reise Russ. Reich. 3: 320 (1776).
- Epipactis paludosa (L.) F.W.Schmidt, Samml. Phys.-Ökon. Aufs. 1: 245 (1795).
- Malaxis paludosa (L.) Sw., Kongl. Vetensk. Acad. Nya Handl. 21: 235 (1800).
- Sturmia paludosa (L.) Rchb. in J.C.Mössler & H.G.L.Reichenbach, Handb. Gewächsk. ed. 2, 2: 1576 (1829).
- Ophrys palustris Huds., Fl. Angl.: 339 (1762).
- Malaxis palustris (Huds.) Rich., De Orchid. Eur.: 38 (1817).[1]